# Muecate
Muecate es una villa y también uno de los veintiún distritos que forman la provincia de Nampula en la zona septentrional de Mozambique, región fronteriza con las provincias de Cabo Delgado de Niassa y de Zambezia. Región ribereña del océano Índico con costas sobre el canal de Mozambique.
La sede de este distrito es la villa de Muecate.

## Geografía
Localizado al nordeste de la provincia.
Limita al norte con el distrito de Eráti, al norte y al noreste con Nacaroa, al oeste con Mecubúri, al sur con Nampula y Meconta, y al este com Monapo.
Tiene una superficie de 4133 km² y según datos oficiales de 1997 una población de 69 619 habitantes, lo cual arroja una densidad de 20,1 habitantes/km². En el año 2005 contaba con una población de 83 669 habitantes.

## División administrativa
Este distrito formado por tres localidades, se divide en tres puestos administrativos (posto administrativo), con la siguiente población censada en 2005:
- Muecate, sede y 38 703 (Napala).
- Imala, 38 844.
- Muculuone, 6 122.

## Personajes famosos
- José Gil, filósofo portugués.